# استان قراغندی
استان قراغندی (به قزاقی: Қарағанды облысы، قاراعاندى وبلىسى) به معنی نخود درختی (در زبان مغولی) یک استان در قزاقستان است که در قزاقستان واقع شده‌است. استان قراغندی ۴۲۷٬۹۸۲ کیلومترمربع مساحت و ۱٬۳۶۳٬۶۳۸ نفر جمعیت دارد.

## جغرافیا
در حال حاضر استان قراغندی از لحاظ وسعت و قدرت بالقوهٔ صنایع بزرگ‌ترین استان قزاقستان می‌باشد و با مادهٔ معدنی و مواد خام غنی است. اراضی استان ۴۲۸ هزار کیلومترمربع را تشکیل می‌دهد و آن ۱۵٫۷ در صد مساحت کل اراضی کشور می‌باشد. در استان یک‌دهم از کل جمعیت قزاقستان زندگی می‌کند. آب و هوای استان سخت بری با زمستان‌های طولانی، پر برف و بسیار سرد، با کولاک و بوران‌های مداوم، با تابستان‌های گرم و خشک با بارندگی ناچیز می‌باشد. رطوبت میانگین هوا ۶۵ در صد، بارندگی میانگین سالانه ۳۳۲ میلیمتر، حرارت میانگین سالانه ۳٫۱ درجه زیر و بالای صفر می‌باشد. در استان حدود دویست رودخانهٔ بزرگ و کوچک وجود دارد از جمله «ساری سو» و «نورا» بزرگ‌ترین رودخانه‌های این منطقه هستند. در شمار بزرگ‌ترین دریاچه‌های منطقه «بالخاش»، «تنگیز» و «قارا سور» را می‌توان نام برد.

## شهرها و شهرستان‌ها

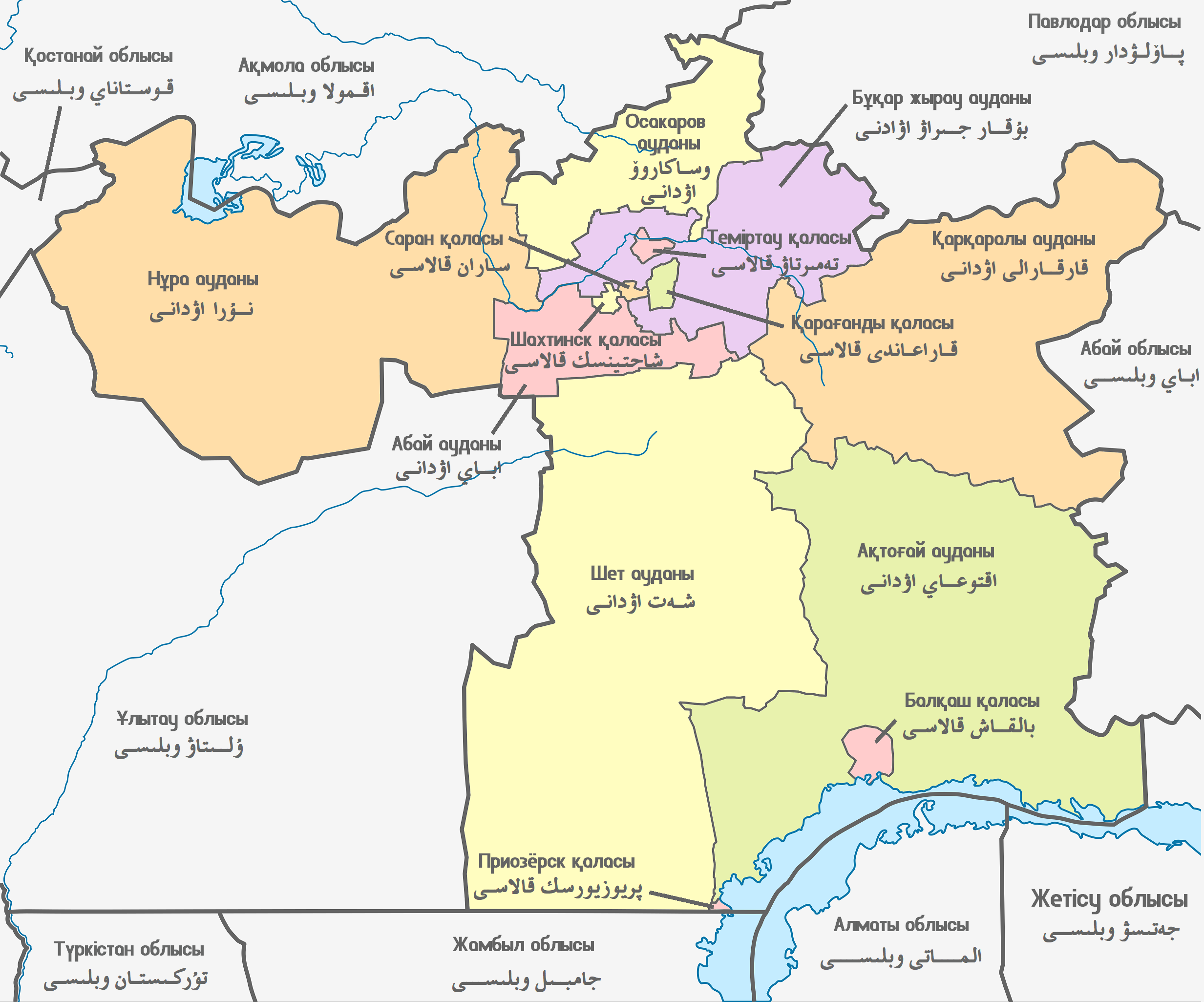
تقسیمات اداری استان جامبیل در سال ۲۰۲۲ میلادی

استان قراغندی متشکل از ۶ شهر و ۷ شهرستان می‌باشد.
| ردیف | نام شهر/شهرستان            | نام به قزاقی                                                   | نام به روسی                                                   | مساحت(km۲) | جمعیت (سرشماری سال ۲۰۲۱) |
| ---- | -------------------------- | -------------------------------------------------------------- | ------------------------------------------------------------- | ---------- | ------------------------ |
| ۱    | شهر بالقاش                 | Балқаш қаласы بالقاش قالاسى                                    | город Балхаш gorod Balkhash′                                  | ۵٬۹۱۵٫۹۱   | ۷۸٬۰۸۴                   |
| ۲    | شهر پری‌اوزرسک (خورجین‌توبک) | Приозёрск қаласы (Қоржынтүбек) پريوزيورسك قالاسى (قورجىنتۇبەك) | город Приозёрск (Коржынтубек) gorod Priozorsk (Korzhyntubek)′ | ۵۴٫۵۲      | ۱۰٬۹۰۹                   |
| ۳    | شهر تمیرتاو                | Теміртау қаласы تەمىرتاۋ قالاسى                                | город Темиртау gorod Temirtau′                                | ۳۱۱٫۴۷     | ۱۷۶٬۸۷۰                  |
| ۴    | شهر ساران                  | Саран қаласы ساران قالاسى                                      | город Саран gorod Saran′                                      | ۱۶۱٫۰۴     | ۴۲٬۶۴۶                   |
| ۵    | شهر شاختینسک               | Шахтинск қаласы شاحتينسك قالاسى                                | город Шахтинск gorod Shakhtinsk′                              | ۲۳۶٫۱۹     | ۵۸٬۱۶۴                   |
| ۶    | شهر قراغندی                | Қарағанды қаласы قاراعاندى قالاسى                              | город Караганда gorod Karaganda′                              | ۴۹۷٫۸۰     | ۵۰۹٬۰۲۷                  |
| ۷    | شهرستان آبای               | Абай ауданы اباي اۋدانى                                        | Абайский район Abayskiy rayon′                                | ۶٬۷۲۵٫۲۹   | ۵۹٬۲۴۱                   |
| ۸    | شهرستان آق‌توغای            | Ақтоғай ауданы اقتوعاي اۋدانى                                  | Актогайский район Aktogayskiy rayon′                          | ۵۱٬۹۹۶٫۷۵  | ۱۶٬۱۹۸                   |
| ۹    | شهرستان اوساکاروف          | Осакаров ауданы وساكاروۆ اۋدانى                                | Осакаровский район Осакаровский rayon′                        | ۱۱٬۲۶۱٫۴۷  | ۳۰٬۴۶۵                   |
| ۱۰   | شهرستان بوقار جیراو        | Бұқар жырау ауданы بۇقار جىراۋ اۋدانى                          | Бухар-Жырауский район Bukhar-Zhyrauskiy rayon′                | ۱۴٬۳۹۳٫۲۰  | ۵۴٬۰۰۳                   |
| ۱۱   | شهرستان شت                 | Шет ауданы شه‌ت اۋدانى                                          | Шетский район Shetskiy rayon′                                 | ۶٬۵۹۴٫۰۵   | ۳۸٬۵۴۹                   |
| ۱۲   | شهرستان قارقاره‌لی          | Қарқаралы ауданы قارقارالى اۋدانى                              | Каркаралинский район Karkaralinskiy rayon′                    | ۳۵٬۴۷۲٫۳۶  | ۳۱٬۴۹۵                   |
| ۱۲   | شهرستان نورا               | Нұра ауданы نۇرا اۋدانى                                        | Нуринский район Nurinskiy rayon′                              | ۴۶٬۳۲۶٫۳۰  | ۲۲٬۶۵۵                   |